# Omaanse doornstaartagame
De Omaanse doornstaartagame (Uromastyx thomasi) is een hagedis uit de familie agamen (Agamidae). De soort komt voor in Oman.